# Amazonaslilie
Die Amazonaslilie oder Herzenskelch (Eucharis amazonica) ist eine Art aus der Gattung Eucharis innerhalb der Familie der Amaryllisgewächse (Amaryllidaceae).

## Beschreibung

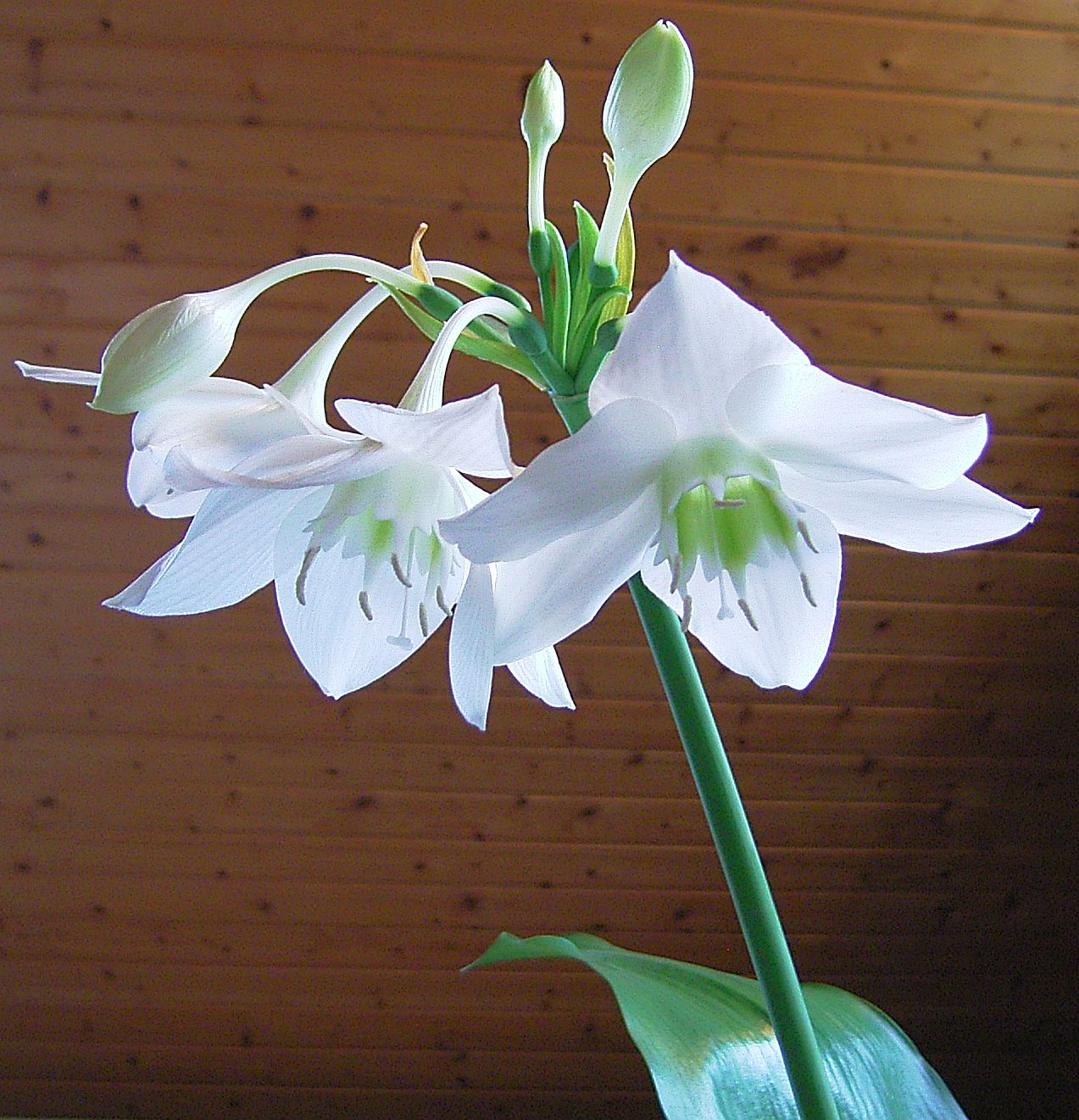
Blütenstand mit gestielten Blüten

### Vegetative Merkmale
Die Amazonaslilie ist eine immergrüne ausdauernde krautige Pflanze. Dieser horstbildende Geophyt bildet Zwiebel als Überdauerungsorgan, die Durchmesser von 3,5 bis 6 Zentimetern messen.
Die zwei bis vier Laubblätter sind dunkel-grün und glänzend. Die einfache Blattspreite ist bei einer Länge von meist 30 bis 40 (20 bis 50) Zentimetern sowie einer Breite von selten 10 bis, meist 12 bis 18 Zentimetern eiförmig mit spitzem oberen Ende.

### Generative Merkmale
Die Hauptblütezeit liegt im Dezember bis März sowie Juli bis August. Am Ende des meist 2 bis 35 (15 bis 50) Zentimeter langen Blütenstandsschaft stehen vier bis acht kurz gestielte Blüten. Die parfümiert-süßlich duftenden Blüten sind zwittrig, dreizählig und erreichen bis über 10 Zentimeter Durchmesser. Die sechs dachziegelig angeordneten, weißen Tepalen wirken wachsartig und sind verhältnismäßig langlebig. Die lange Perianthröhre ist schlank. Die Staubblätter sind an der Basis zu einer innen grünen Nebenkrone verwachsen. Der dreikammerige Fruchtknoten ist unterständig. Die Narbe ist dreilappig.
Die dreilappige Kapselfrucht enthält meist mehrere Samen. Die meist unfruchtbaren Samen sind rundlich.

### Chromosomenzahl
Die Chromosomenzahl beträgt 2n = 68.

## Vorkommen
Die Amazonaslilie ist ein Endemit im nordwestlichen Peru in einer verhältnismäßig eng begrenzten Region im Tal des Río Huallaga in der Nähe von Moyobamba und Tarapoto (also nicht am Amazonas selbst). Dort gedeiht sie im schattigen Unterwuchs des Regenwaldes in Höhenlagen von 500 und 1500 Meter.

## Systematik
Die Erstbeschreibung von Eucharis amazonica erfolgte 1857 durch Jules Émile Planchon in Journal Général d’Horticulture, Band 12, S. 69–70, f. 1216. Ein nomenklatorisches Synonym ist Urceolina amazonica (Linden ex Planch.) Christenh. & Byng (2018).

## Nutzung
Sie wird als Zierpflanze weltweit in den Tropen kultiviert, in den gemäßigten Gebieten auch im Gewächshaus oder als Zimmerpflanze.

## Inhaltsstoffe
In Zwiebeln und Blättern blühender Amazonaslilien wurden 13 verschiedene Alkaloide nachgewiesen; darunter drei erstmals in einer natürlichen Quelle (7-Methoxyoxoassoanin, 6-O-Methylpretazettin und Apohaemanthamin).